# Sandy Bridge

Ontwerp van Sandy Bridge

Sandy Bridge, voorheen Gesher, is de codenaam voor een microarchitectuur van processors die ontwikkeld is door Intel als opvolger van Nehalem. De processor werd gebaseerd op de 32 nm-transistors. De ontwikkeling begon in 2005 op het Intel Israel Development Center in Haifa.
De processors worden verkocht als de tweede generatie Core I-serie en werden aangekondigd op 3 januari 2011. Vanaf 9 januari zijn ze verkrijgbaar, afhankelijk van het marktsegment.

## CPU en GPU
Het grootste verschil met de oudere processoren van Intel is dat de CPU en de GPU samen in 1 chip zitten. Hier werd al langer over gepraat, maar de Sandy Bridge is de eerste waar deze technologieën effectief samen werden toegepast. Een voordeel van de CPU en GPU in één chip is dat systemen hierdoor een lager elektrisch vermogen krijgen, wat batterijduur verlengt. Een ander voordeel is dat er veel ruimte wordt bespaard, omdat er geen aparte chip geplaatst hoeft te worden op het moederbord. Zo kunnen deze chips ook makkelijker gebruikt worden in notebooks en tablets.

## Processors
Desktopprocessors die gebruikmaken van de Sandy Bridge-architectuur:
- Core i7 Extreme, 6 kernen met hyperthreading: 3960X
- Core i7, 6 kernen met hyperthreading: 3930K
- Core i7, 4 kernen met hyperthreading: 3820, 2700K, 2600K, 2600, 2600S
- Core i5, 4 kernen zonder hyperthreading: 2500K, 2500, 2500S, 2500T, 2400, 2405S, 2400S, 2310, 2300
- Core i5, 2 kernen met hyperthreading: 2390T
- Core i3, 2 kernen met hyperthreading: 2120, 2105, 2100, 2100T
- Pentium, 2 kernen zonder hyperthreading: G850, G840, G620, G620T

Daarnaast zijn er Sandy Bridge-processors beschikbaar in de Pentium-, Celeron en Core i-series van mobiele processors en in de Xeon E3 en E5 series van processors voor servers.